# Giudecca

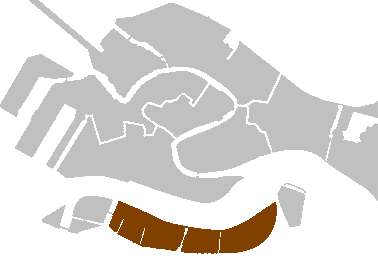
Giudecca

Giudecca is een eiland bij Venetië met een lengte van ongeveer 2 km en een breedte van maximaal 300 meter.
Het is onderdeel van de sestiere Dorsoduro waarvan het noordelijk deel van Giudecca gescheiden is door het kanaal van Giudecca. Het is bereikbaar met de Vaporetto.
De kerk Il Redentore uit 1592 op het eiland is een cultuurhistorische schatkamer met een groot aantal schilderstukken van oude meesters. Op Giudecca bevindt zich eveneens een voormalige fabriekssite, Molino Stucky, thans een Hiltonhotel.